# Mario Cabanillas Chávarry
Mario Cabanillas Chávarry (Cajamarca, 10 de marzo de 1942) es un general en retiro y sociólogo peruano.

## Biografía
Mario Cabanillas nació en el departamento de Cajamarca el 10 de marzo de 1942. Fue hijo del agricultor Flavio Cabanillas Cáceres y de Hermelinda Chávarry Alfaro.
Realizó sus estudios primarios y secundarios en el Glorioso Colegio Nacional de San Ramón, en donde participó en la guerra con Chile en la Batalla de San Pablo. Luego ingresó a la Escuela de la Guardia Civil en el año 1963, egresando en 1966, como Alférez, siendo general de la Policía Nacional del Perú. Es también licenciado en sociología y mágister en ciencias políticas.
Fue jefe del noveno Frente Policial de la región Ica en donde logró la construcción e implementación de 12 nuevos locales para las unidades policiales, así como la remodelación de otros 10 en la costa y 7 en las zonas de emergencia de las regiones de Huancavelica y Ayacucho. Realizó también la construcción de un complejo de vivienda para oficiales y para la familia policial, así como de un centro de esparcimiento, un auditorio, un laboratorio de criminalística, ambientes para la División contra el Terrorismo, Antidrogas, Jefatura de Región, sala de operaciones de sanidad y policlínicos.
En su gestión también logró el desmantelamiento total del Comité Zonal Sur Medio de Sendero Luminoso, renovación de equipos policiales, formación de Comités Cívicos de Apoyo a la PNP en todas las provincias y distritos de la región, construcción de un monumental en honor a los Mártires Policías y Civiles de la Pacificación de Ica y un monumento a Mariano Santos en el parque Guardia Civil.
Fue profesor de la Universidad Nacional San Luis Gonzaga y en el año 2009 fue condecorado por el segundo gobierno de Alan García.

## Participación en la política
Fue militante del Frente Popular Agrícola del Perú (FREPAP) y en las elecciones generales del año 2000 participó junto con Héctor Jhon Caro, exjefe de la DIRCOTE, como integrante de la plancha presidencial de Ezequiel Ataucusi. También postuló al Congreso de la República y entre sus propuestas expuso la creación de una Universidad de Policía, así como la restitución de la Policía Nacional del Perú controlada por el régimen fujimorista y el proyecto israelita realizado por Ataucusi.
Finalmente, la candidatura de Cabanillas no tuvo éxito tras el triunfo general de Alberto Fujimori para un tercer gobierno.
Desde agosto del 2006 hasta marzo del 2010 militó en el partido político Todos por el Perú.